# Kateřina Smutná
Kateřina Smutná, född den 13 juni 1983 i Jablonec nad Nisou i Tjeckoslovakien, är en österrikisk, tidigare tjeckisk, längdskidåkare.
Kateřina Smutná vann Marcialonga och Ski Classics sammanlagt 2015. Den 31 januari 2016 kom hon tvåa i damklassen av långloppet Marcialonga i Italien. Den 6 mars samma år vann hon Vasaloppets damklass.
2017 vann hon damklassen i den första upplagan av loppet Ylläs-Levi i norra Finland.
I februari 2018 vann hon Tjejvasan.